# Sky Team
Cet article traite du jeu de société. Pour l'alliance de compagnies aériennes, voir Skyteam.
 (juillet 2024).
La mise en forme du texte ne suit pas les recommandations de Wikipédia : il faut le « wikifier ».
Les points d'amélioration suivants sont les cas les plus fréquents :
- Les titres sont pré-formatés par le logiciel. Ils ne sont ni en capitales, ni en gras.
- Le texte ne doit pas être écrit en capitales (les noms de famille non plus), ni en gras, ni en italique, ni en « petit »…
- Le gras n'est utilisé que pour surligner le titre de l'article dans l'introduction, une seule fois.
- L'italique est rarement utilisé : mots en langue étrangère, titres d'œuvres, noms de bateaux, etc.
- Les citations ne sont pas en italique mais en corps de texte normal. Elles sont entourées par des guillemets français : « et ».
- Les listes à puces sont à éviter, des paragraphes rédigés étant largement préférés. Les tableaux sont à réserver à la présentation de données structurées (résultats, etc.).
- Les appels de note de bas de page (petits chiffres en exposant, introduits par l'outil «  Source ») sont à placer entre la fin de phrase et le point final[comme ça].
- Les liens internes (vers d'autres articles de Wikipédia) sont à choisir avec parcimonie. Créez des liens vers des articles approfondissant le sujet. Les termes génériques sans rapport avec le sujet sont à éviter, ainsi que les répétitions de liens vers un même terme.
- Les liens externes sont à placer uniquement dans une section « Liens externes », à la fin de l'article. Ces liens sont à choisir avec parcimonie suivant les règles définies. Si un lien sert de source à l'article, son insertion dans le texte est à faire par les notes de bas de page.
- La présentation des références doit suivre les conventions bibliographiques. Il est recommandé d'utiliser les modèles {{Ouvrage}}, {{Chapitre}}, {{Article}}, {{Lien web}} et/ou {{Bibliographie}}. Le mode d'édition visuel peut mettre en forme automatiquement les références.
- Insérer une infobox (cadre d'informations à droite) n'est pas obligatoire pour parachever la mise en page.

Pour une aide détaillée, merci de consulter Aide:Wikification.
Si vous pensez que ces points ont été résolus, vous pouvez retirer ce bandeau et améliorer la mise en forme d'un autre article.
Sky Team est un jeu de société créé par Luc Rémond en 2023 et illustré par Eric Hibbeler ainsi que Adrien Rives. Il est édité par Le Scorpion Masqué. Il reçoit notamment le Spiel des Jahres en 2024.

## Principe du jeu
Sky Team est un jeu coopératif à 2 joueurs où le but est de faire atterrir un avion dans les meilleures conditions. Les deux joueurs jouent différemment en fonction de leur rôle (pilote ou copilote) mais doivent se coordonner et faire les bons choix en fonction des obstacles et de son coéquipier. Pour faire atterrir l'avion, les deux joueurs lancent quatre dés chacun sans connaitre le résultat du tirage de l'autre joueur. Ils placent ensuite leurs dés sur le plateau afin de gérer les réacteurs, l'inclinaison, les trains d'atterrissage, les volets, les freins et les éventuels avions présent sur le chemin. Cependant, les deux joueurs n'ont le droit de communiquer qu'entre les manches, c'est-à-dire avant que les dés ne soient lancés.
Ce jeu possède plusieurs pistes et plusieurs modules qui permettent de faire varier la difficulté. Les joueurs peuvent notamment gérer leur niveau de kérosène, piloter avec une fuite de ce dernier, former des stagiaires, piloter en tenant compte du vent ou prendre une ou plusieurs cartes bonus qui peuvent aider les joueurs.

## Matériel
- 2 livrets de règles
- 1 plateau "Tableau de bord"
- 1 plateau "Jauge de kérosène"
- 1 plateau "Stagiaire"
- 1 plateau "Freins de glace"
- 1 anneau "Vent"
- 1 rondelle "Axe de l'avion"
- 4 dés "Pilote" (bleu)
- 4 dés "Copilote" (orange)
- 1 dé "Trafic" (noir)
- 2 écrans et aide de jeu
- 1 piste "Altitude" recto verso
- 11 pistes "Approche" recto verso
- 12 jetons "Avion"
- 3 jetons "Café"
- 6 jetons "Stagiaire"
- 1 jeton "Vent"
- 2 marqueurs "Résistance au vent" (bleu et orange)
- 1 marqueur "Frein" (rouge)
- 2 marqueurs "Relance"
- 1 marqueur "Kérosène"
- 10 interrupteurs

## Extensions

### Scénarios
Il est possibles de trouver gratuitement plus de scénarios avec de nouvelles pistes "Approche" (Pistes d'atterrissages) à imprimer sur le site de l'éditeur.

### Turbulences

#### Présentation
Prévu pour automne 2024, l'extension Sky Team Turbulences ajoutera de nouveaux scénarios ainsi que de nouveaux modules tels que les alarmes, l'altitude 5000, la mauvaise visibilité, la confiance totale ou encore les turbulences.

#### Matériel
- 1 livret de règles
- 1 plateau "Alarme"
- 2 pistes "Altitude" recto verso
- 10 pistes "Approche" recto verso
- 6 jetons "Alarme"
- 6 jetons "Manchot"
- 2 interrupteurs

## Récompenses
Le jeu reçoit de nombreux prix tels que le meilleur jeu à 2 joueurs du Golden Geek Awards 2023 ou le "Meilleur jeu à 2 joueurs" du BGA Awards 2024. Le 21 juillet 2024, le jeu reçoit le prestigieux Spiel des Jahres,,.